# Tursan (AOC)
Pour les articles homonymes, voir Tursan (homonymie).
Le tursan est un vin français d'appellation d'origine contrôlée dont le vignoble s'étend sur deux départements Landes et Gers, dans les deux régions de Nouvelle-Aquitaine et d'Occitanie.

## Histoire

### Antiquité
Les vins de Tursan étaient déjà présents à la table des empereurs romains.

### Période contemporaine
AOVDQS depuis le 11 juillet 1958, cette appellation a été admise dans la famille des AOC, en date du 19 mai 2011. Sa promotion et le renouveau des années 1980 durent beaucoup à l'action viticole et à la médiatisation de Michel Guérard, cuisinier devenu "vigneron" à proximité de son complexe hôtellerie-restauration d'Eugénie-les-Bains, que conseilla l'œnologue Denis Dubourdieu.

## Situation géographique

Communes de l'AOC Tursan

Sa zone de production se situe à 35 km au sud-est de Mont-de-Marsan.

### Orographie
Le vignoble se situe sur des coteaux entre la forêt landaise et les premiers contreforts du massif pyrénéen.

### Géologie
Il est implanté sur quatre grands types de sols : argilo calcaire, sables fauves, galets, argilo-siliceux à gravettes.

## Vignoble
Il se situe dans le département des Landes et le département du Gers, en pays Sud-Adour, à cheval entre les Landes et le Béarn.

### Présentation
Le vignoble s'étend sur deux départements et couvre 41 communes.
Dans les Landes :
- Aire-sur-l'Adour, Bahus-Soubiran, Buanes, Classun, Duhort-Bachen, Eugénie-les-Bains, Latrille, Renung, Saint-Agnet, Saint-Loubouer, Sarron et Vielle-Tursan.
- Arboucave, Bats, Castelnau-Tursan, Clèdes, Geaune, Lauret, Lacajunte, Mauries, Miramont-Sensacq, Payros-Cazautets, Pécorade, Philondenx, Pimbo, Puyol-Cazalet, Samadet, Sorbets et Urgons.
- Cazères-sur-l'Adour, Larrivière.
- Aubagnan, Serres-Gaston.
- Coudures, Eyres-Moncube (partie à l'est de Gabas), Fargues, Montgaillard, Montsoué, Sarraziet.

Dans le Gers :
- Lannux et Ségos.

### Encépagement
L’encépagement du tursan rouge est élaboré avec le tannat (40 % maximum), de cabernet franc et de cabernet-sauvignon.
Le tursan blanc est composé de baroque (90 %), de gros manseng, de petit manseng et de sauvignon (~10 %).
Le tursan rosé est à base de cabernet franc, de fer servadou et de cabernet sauvignon.

### Méthodes culturales et réglementation
Plantées à 4 000 pieds/ha en coteaux, les vignes ont un encépagement qui permet d'élaborer des vins blancs, rosés ou rouges.

### Structure des exploitations
Ce vignoble qui couvre 450 ha est très fragmenté, ce qui vaut au vignoble de Tursan le nom de « vignoble secret des Landes »

### Type de vins et gastronomie
Pour les vins blancs, ce terroir est complanté en baroque, cépage exclusif des Landes. Son mariage avec les autres variétés procure un vin d'exception. Il est assemblé avec le gros manseng, cépage à maturité tardive, gage de puissance, et le petit manseng qui apporte structure et fraîcheur avec des arômes d’abricot et d’ananas confit. Enfin le sauvignon blanc donne, outre une puissance aromatique, des notes de buis, genêt, fruit de la passion, pamplemousse et zeste d’agrumes.
Lors des vinifications en rouges et rosés, le cabernet franc donne des vins souples, typés et aromatiques, tandis que le tannat apporte puissance et structure. Quant aux cabernet sauvignon et fer servadou, ils procure ampleur et typicité.